# فایتویل (کارولینای شمالی)
فییتویل (به انگلیسی: Fayetteville) شهری در ایالت کارولینای شمالی کشور ایالات متحده آمریکا است که جمعیت آن در سرشماری سال ۲۰۱۰ میلادی، ۲۰۰٬۵۶۴ نفر بوده‌است.